# 송사련
송사련(宋祀連, 1496년(연산군 2) ~ 1575년(선조 8))은 조선 중기 신사무옥의 밀고자이다.

## 역사
송사련은 처남 정상(鄭鏛)과 짜고 안처겸 등이 모역을 꾀하였다는 사실을 조작, 옥사를 일으켰다. 이 사건의 조작으로 많은 사람들이 죽었으며, 30여년간 네 임금 아래에서 호가호위 하였으나, 사후에 관직이 삭탈당하게 된다.
그 결과 안당·안처겸·안처근(安處謹) 3부자를 비롯하여 권전·이정숙·이충건(李忠楗)·조광좌(趙光佐)·이약수(李若水)·김필(金珌) 등 많은 사림들이 연루되어 처형되고 송사련은 고변의 공으로 30여 년간 세력을 누렸다.
1566년(명종 21) 안당은 손자 안윤(安玧)의 상소로 역모죄가 무고임이 밝혀져 신원(伸寃) 복권되고 그 직첩이 환급되었다. 안처렴 형제의 거사를 폭로하고 무고까지 씌운 송사련에 대한 비난 여론이 일어났다.
1586년(선조 19) 안당의 종손인 안로(安璐)의 처 윤씨의 상소로 안당의 무죄가 밝혀져 송사련 아들들인 송익필들은 천민인 할머니 감정(甘丁)의 신분으로 인하여 안씨 집 노비로 환속되자 이름을 바꾸고 도피 생활에 들어갔다.

## 같이 보기
- 송익필